# 徳山則秀
徳山 則秀（とくのやま/とくやま のりひで）は、戦国時代から江戸時代初期にかけての武将。通称は孫三郎、五兵衛で、法名は二位法印秀現。父は少左衛門貞孝。

## 生涯
天文13年（1544年）、徳山貞孝の子として美濃国で生まれる。徳山氏は途中で土岐氏からの養子が入ったため、清和源氏土岐氏庶流であるが、本来は東漢姓坂上氏の庶流で、美濃国大野郡徳山の土豪であった。
はじめ斎藤氏に属したと思われ、後に織田信長に臣従し、柴田勝家の与力となる。一向一揆など北陸地方の平定に尽力し、加賀国松任城4万石の主となる。信長死後も勝家に従い、天正11年（1583年）の賤ヶ岳の戦いでは佐久間盛政隊の先鋒として奮戦した。戦後、羽柴秀吉（後の豊臣秀吉）に赦され、丹羽長秀に仕えた。その後、主君・丹羽長重が減封された時に召し放たれて前田利家に仕え、天正13年（1585年）に末森城の戦いに従軍して佐々成政と戦った。早くから徳川家康に通じ、慶長5年（1600年）の関ヶ原の戦い直前に前田家を出奔し、家康に仕えて5,000石を領した。
慶長11年（1606年）、死去。子孫は旗本として続いた。また岡本綺堂の「箕輪心中」の題材となった心中を起こした藤枝教行も子孫の1人である。

## 徳山氏
徳山氏（とくのやまし/とこのやまし/とくやまし）は、坂上姓と美濃源氏土岐氏の流れをくむ日本の氏族。家紋は丸に三つ地紙、中陰三つ割り桔梗。祖は徳山貞信である。徳山貞信は延元2年（1337年）、徳山村の本郷に居館、揖斐川西岸の山に徳山城を築いて居城とした。